# Wetterhorn
Wetterhorn – szczyt w Alpach Berneńskich, części Alp Zachodnich. Leży w Szwajcarii w kantonie Berno, w pobliżu wioski Grindelwald. Cechą charakterystyczną szczytu jest jego północno-zachodnia ściana o wysokości 1300 metrów. Na ten szczyt poprowadzono pierwszą kolejkę linową przygotowaną do przewozu pasażerów, jednak do chwili wybuchu I wojny światowej została oddana do użytku tylko jedna z czterech części kolejki. W 1894 Winston Churchill wspiął się na Wetterhorn. Szczyt można zdobyć ze schronisk: Glecksteinhütte (2317 m), Gauli-Hütte (2205 m) lub Dossenhut (2663 m).
Pierwszego wejścia dokonali Melchior Bannholzer i Johann Jaun 31 sierpnia 1844 r.

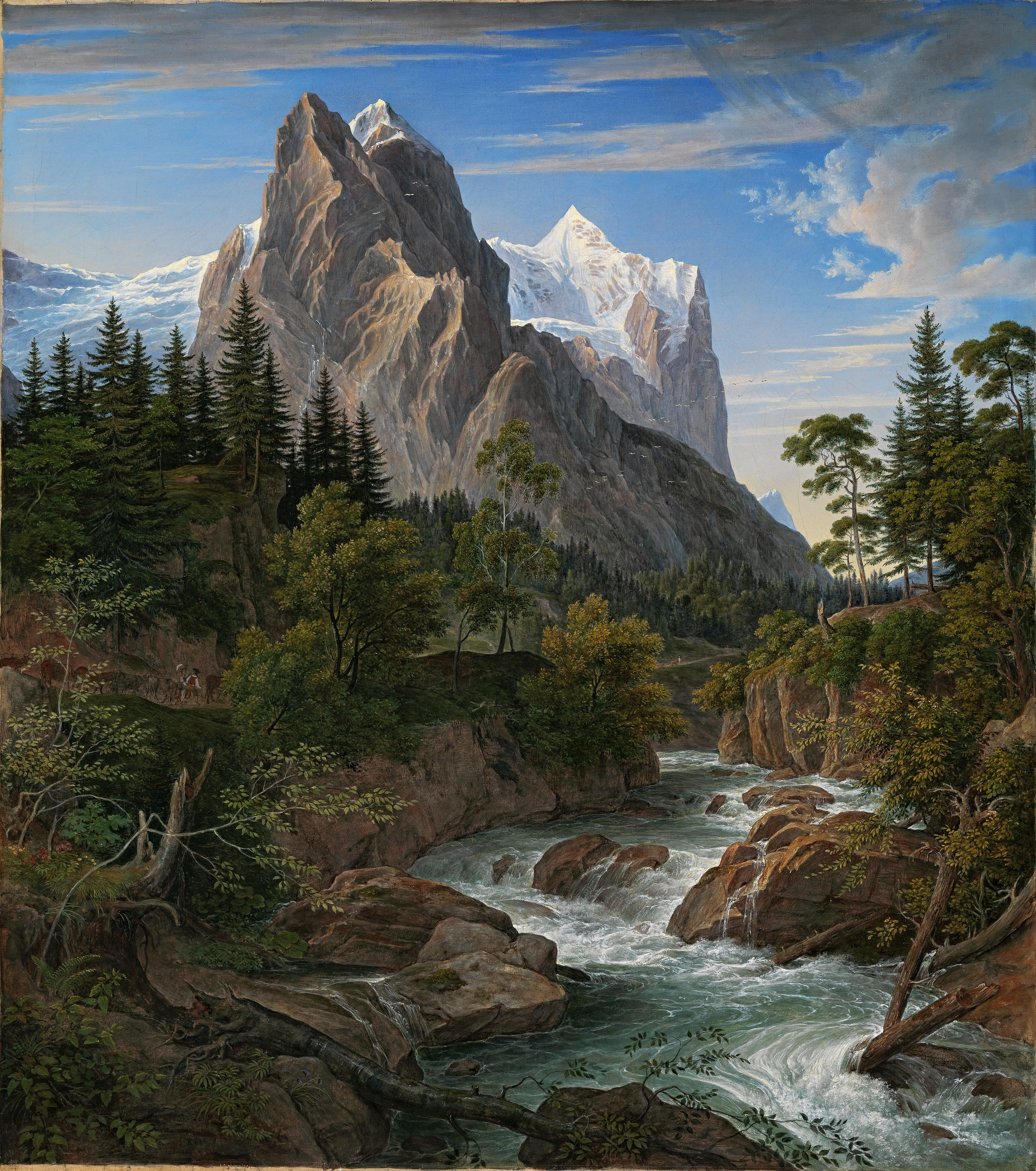
Joseph Anton Koch: Wetterhorn - widok z Rosenlaui, 1824

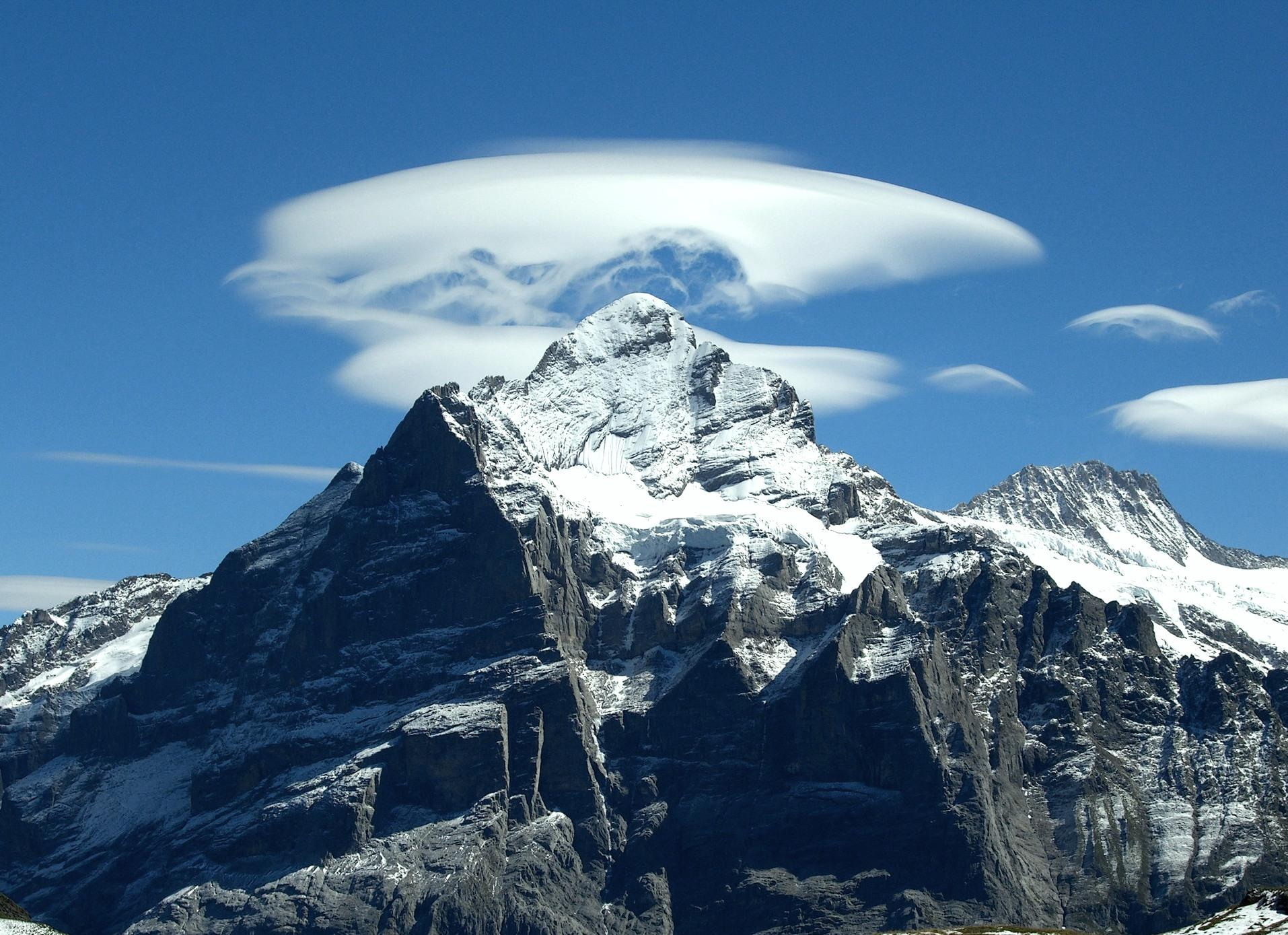
Wetterhorn nad Grindelwald